# Staatsstreich vom 12. März 1934
Der Staatsstreich vom 12. März 1934 war ein unblutiger Staatsstreich in Estland. 
Am 12. März 1934 unternahm Generalleutnant Johan Laidoner zusammen mit dem damaligen estnischen Staatsoberhaupt Konstantin Päts einen Staatsstreich, dessen Ziel es war, den wachsenden politischen Einfluss des rechten Estnischen Bunds der Freiheitskämpfer, im Volksmund Vapsid genannt, einzudämmen. Als Vorwand verbreiteten sie die Nachricht, dass die Freiheitskämpfer selbst einen Staatsstreich planten. Mit Hilfe von Militär, Polizei und Heimwehr besetzten sie die Regierungs- und Parlamentsgebäude und die Ministerien in der Hauptstadt Tallinn und verhafteten die meisten Führer der Freiheitskämpfer. 
Päts verbot die Parteien und schränkte die politischen Rechte ein. Sein autoritäres Regime stützte sich auf das Militär unter dem Oberbefehl Laidoners, den Päts im März 1934 zum Oberbefehlshaber der Streitkräfte ernannte. 1935 wurde eine neue, ganz auf Päts zugeschnittene Präsidialverfassung verabschiedet. Von 1934 bis 1938 regierte Päts Estland als Riigihoidja (Reichsprotektor oder Reichsverweser), 1938 ließ Päts sich zum Präsidenten wählen.
Das Recht auf Meinungs- und Pressefreiheit blieb bis 1938 faktisch abgeschafft, diese Zeit wurde im Volksmund „Das Schweigende Zeitalter“ (vaikiv ajastu) genannt. 1938 fanden halbwegs freie Wahlen statt. Die neue Verfassung von 1938 bereitete einen Übergang in eine Demokratie vor. Diese Pläne konnten jedoch auf Grund des Einmarschs sowjetischer Truppen im Juni 1940 nicht verwirklicht werden.